# 美貌の都 (映画)
『美貌の都』（びぼうのみやこ）は、1957年（昭和32年）3月13日に公開された日本映画。製作は宝塚映画製作所（現・宝塚映像）、配給は東宝。監督は松林宗恵。モノクロ、スタンダード・サイズ、上映時間は98分。製作期間は1956年（昭和31年）12月16日から1957年（昭和32年）2月16日。

## 概要
恋愛メロドラマ作品。

## あらすじ
主人公・泉千佳子（司葉子）は近所に住む田舎出身の山脇耕一（宝田明）と同じ大阪の町工場に勤めて、交際もしていた。ある日、千佳子は勤務中に以前から痛みがあった眼の症状が重くなって早退を申し出るが、その時に会社を訪問していた副社長の植松一彦（木村功）の好意で車で病院に連れて行ってもらう。その後も植松に何かと親切にしてもらった千佳子はこれまでと違う華麗な世界の虜になり…。

## スタッフ
- 製作：藤本真澄、金子正且
- 監督：松林宗恵
- 脚本：井手俊郎
- 音楽：斎藤一郎
- 撮影：遠藤精一
- 照明：石川緑郎
- 美術：村木与四郎
- 録音：宮崎正信
- 編集：庵原周一
- スチール：中川誠
- 記録：川辺美津
- チーフ助監督：竹前重吉
- 製作担当：沖原俊哉
- 衣裳考案：国松恵美子
- 美術助手：近藤司

## キャスト
- 泉千佳子、サリー：司葉子
- 川辺由紀：淡路恵子
- 山脇耕一：宝田明
- 泉加代：清川虹子
- 植松一彦：木村功
- 植松波江：萬代峰子
- 森下なつ：浪花千栄子
- 海野良吉：小林桂樹
- 橋本保：山本廉
- 同米太郎：上田吉二郎
- 小山春子：北尾はるみ
- 小山さと：初音麗子
- 綾子の姉：浜木綿子
- 三笠綾子：扇千景
- まり子：環三千世
- 泉高志：伊達純
- チンピラやくざ：井上大助
- 丹下：斎藤達雄
- 植松家の女中：深山しのぶ
- 田村美枝：汐風享子
- 京子：恒岡まさみ
- 吉田：志摩靖彦
- 女秘書：三鷹恵子
- 交換手：時雨乙和
- 青年：早川恭二
- 旅館の女中：吉川雅恵
- ダンスパーティの客：美吉左久子

## エピソード
- ロケ地は大阪府豊中市、阪急宝塚線庄内駅、琵琶湖の畔、阪急梅田駅と京都府京都市である。